# ユリアン・マルフレフスキ

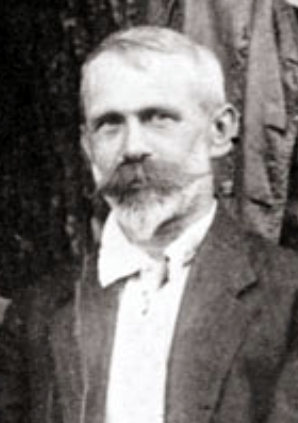
ユリアン・マルフレフスキ

ユリアン・バルタサール・マルフレフスキ（Julian Balthasar Marchlewski、1866年5月17日 - 1925年3月22日）は、ポーランドの共産主義者。ユリウス・カルスキ（Julius Karski）というペンネームで執筆活動を行っていた。ローザ・ルクセンブルク、レオ・ヨギヘスらと共に『Sprawa Robotnicza』を発刊。ローザ・ルクセンブルクと共にポーランド・リトアニア王国社会民主党を創設した。ボリシェヴィキに加盟、革命失敗後ドイツへ移民した。ドイツ社会民主運動に参加、左派を結党させる。ポーランド・ソビエト戦争において、ポーランドとの交渉役に従事。1920年、ミハイル・トゥハチェフスキー指揮下で赤軍が攻撃する中、ビャウィストクのProvisional Polish Revolutionary Committeeに合流し、ポーランド･ソビエト共和国を宣言する計画であった。
ロシアの西部国家マイノリティーの共産主義大学 KUNMZ（Communist University of the National Minorities of the West）で、初代学長となる。